# 줄리아누 지 파울라
줄리아누 빅토르 지 파울라 (Giuliano Victor de Paula, 1990년 5월 31일 ~ )는 브라질의 축구 선수이며, 산투스에서 공격형 미드필더로 뛰고 있다. 그는 제니트 상트페테르부르크 소속 시절 에딘 제코와 공동으로 2016-17년 UEFA 유로파리그 득점왕에 올랐다.